# Sally Oldfield
Sally Patricia Oldfield, född 10 mars 1947 i Dublin i Irland, är en irländsk-brittisk sångare och kompositör. Hon är syster till musikerna Mike Oldfield och Terry Oldfield. 
Oldfield föddes i Dublin men växte upp i Reading i Berkshire, där hon som barn och under tonåren ägnade sig åt dans och piano. Senare studerade hon engelsk litteratur och filosofi vid Bristol University.
Hennes musikkarriär inleddes i slutet av 1960-talet, då hon tillsammans med då blott 15-årige bror Mike bildade folkmusikduon The Sallyangie, som gav ut ett album, Children of the Sun. Hon medverkade 1976 på den finske basisten Pekka Pohjolas album Keesojen Lehto, som spelades in broderns studio, och även på brodern Mikes album Tubular Bells (1973), Ommadawn (1975) och Incantations. (1978).
Sally Oldfields första, delvis Tolkien-inspirerade soloalbum Water Bearer släpptes 1978 – singeln "Mirrors" nådde som bäst 14:e plats på den brittiska singellistan. Oldfield hördes inte bara på sång och piano utan spelade också synth, gitarr, mandolin, cembalo, orgel, marimba och vibrafon.
År 1984 flyttade hon till Tyskland, där hon haft en stor del av sin fortsatta karriär.
Oldfields musik kan variera mellan olika låtar men kan oftast beskrivas som en blandning mellan genrerna folkmusik, pop, jazzpop och New Age.

## Diskografi
Studioalbum (solo)
- 1978 – Water Bearer
- 1979 – Easy
- 1980 – Celebration
- 1981 – Playing in the Flame
- 1982 – In Concert
- 1983 – Strange Day in Berlin
- 1987 – Femme
- 1988 – Instincts
- 1990 – Night Riding
- 1990 – Natasha
- 1992 – The Flame
- 1994 – Three Rings
- 1996 – Secret Songs
- 2001 – Flaming Star
- 2012 – Arrows of Desire
- 2018 – The Enchanted Way
- 2019 – Mystique